# Dammträsket
Dammträsket även Dammkärr i folkmun är en mindre sjö belägen i gamla Handen i Haninge kommun på Södertörn. Mellan åren 2017 och 2019 utbyggdes Dammträsket till en dagvattenanläggning.

## Beskrivning
Dammträsk som ingår i Tyresåns sjösystem får sitt vatten från Övre och Nedre Rudan. Nedströms (mot norr) står träsket i kontakt med Drevviken. Dammträsk har en hög närsaltsbelastning från Haninges centrala områden. Sjöns areal är 0,9 ha och höjden är 33 m ö.h.. Ursprungligen har Dammträsk varit större och en uppdämd damm med avrinning via Kvarntorpsån till Täckeråkers vattenkvarn, som legat utmed bäckflödet i nuvarande villaområdet Kvarntorp. En modern dammlucka finns i dammens norra del. 
I Dammträskets dalgång och väster om sjön ligger gården Mellanberg. Stället syns i kyrkböckerna från 1775, då som skogsvaktarbostad. Historiskt hörde Mellanberg till Täckeråker som i sin tur låg under Söderby gård i Österhaninge socken. Efter 1922 drevs Mellanberg som ett småbruk med tvätteriverksamhet som pågick fram till 1976.
Miljön kring Dammträsket och Mellanberg är fortfarande intakt även om gårdens bebyggelse stod 2021 övergiven med förspikade fönster och dörrar och håller på att förfalla. Enligt en kulturhistorisk områdesbeskrivning från 2018 angående särskilt värdefulla kulturmiljöer i kommunen klassas området som ”betydelsefull ekonomisk struktur – tvätterinäringen och småbrukets blandbruk”.

### Dagvattenanläggning
År 2016 beslöt Haninge kommun att förvärva Mellanberg (fastigheterna Täckeråker 1:6 och Söderbymalm 3:116). Anledningen var bland annat utbyggnad av Dammträsk till en stor dagvattenanläggning och viss exploatering för bostadsbebyggelse. I och med exploatering av Kolartorp och kommundelen Vega behövdes en anläggning för att kunna ta emot ökad mängd av dagvatten.
Dagvattenanläggningen färdigställdes i april 2019 och består av den befintliga dammen längst i norr, av en nyanlagd övre damm och av en ny renande fördamm. Däremellan ligger ett våtmarksområde. Från den renande dammen går vattnet i ett slingrande dike till den övre dammen. Dikets böjar gör att det tar längre tid för vattnet att passera området.

### Bilder

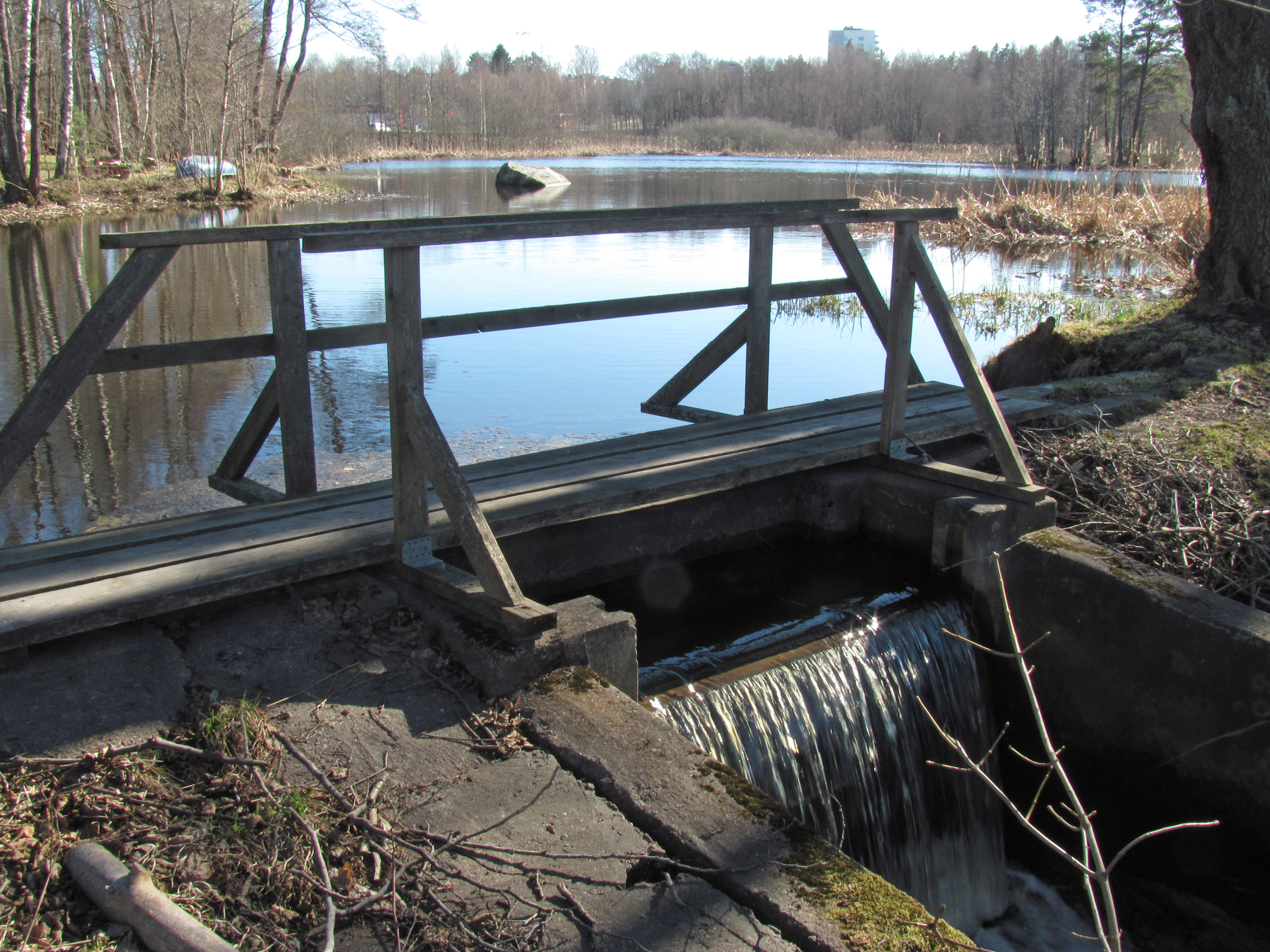
Dammträsket, utloppet mot Kvarntorpsån (före ombyggnad 2019).
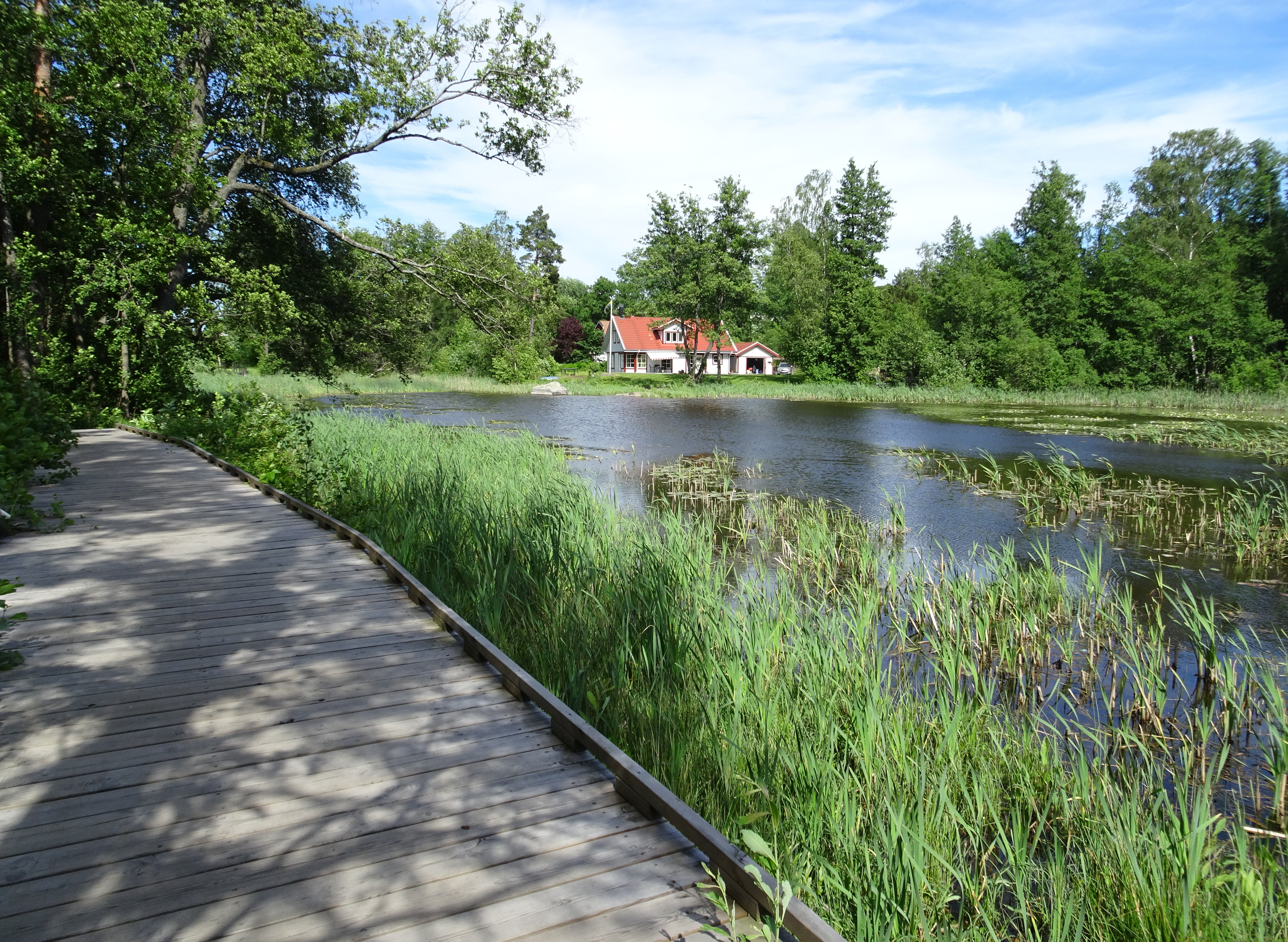
Dammträsket, vy norrut, 2021.
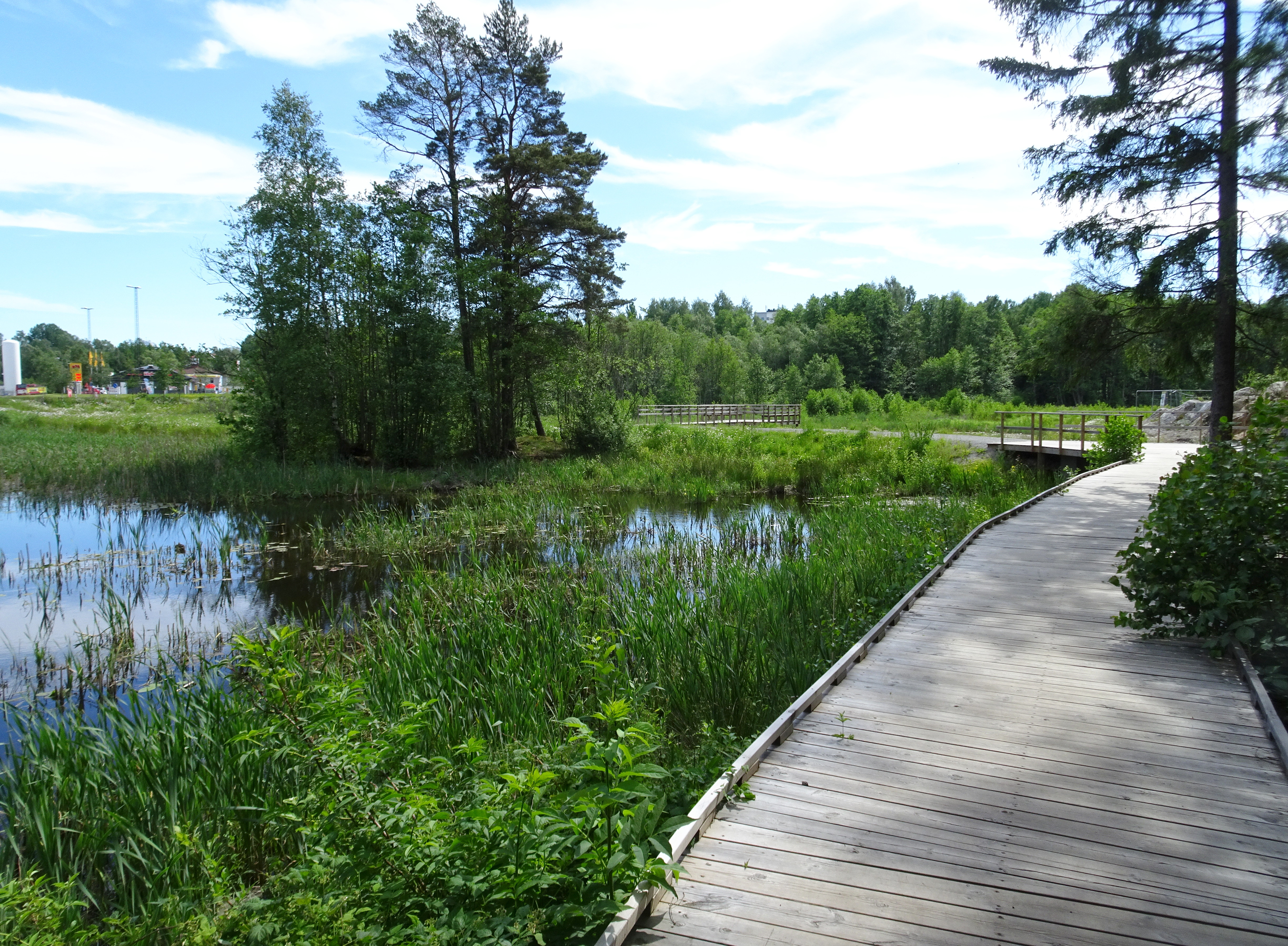
Promenadstig vid västra sidan av Dammträsket.
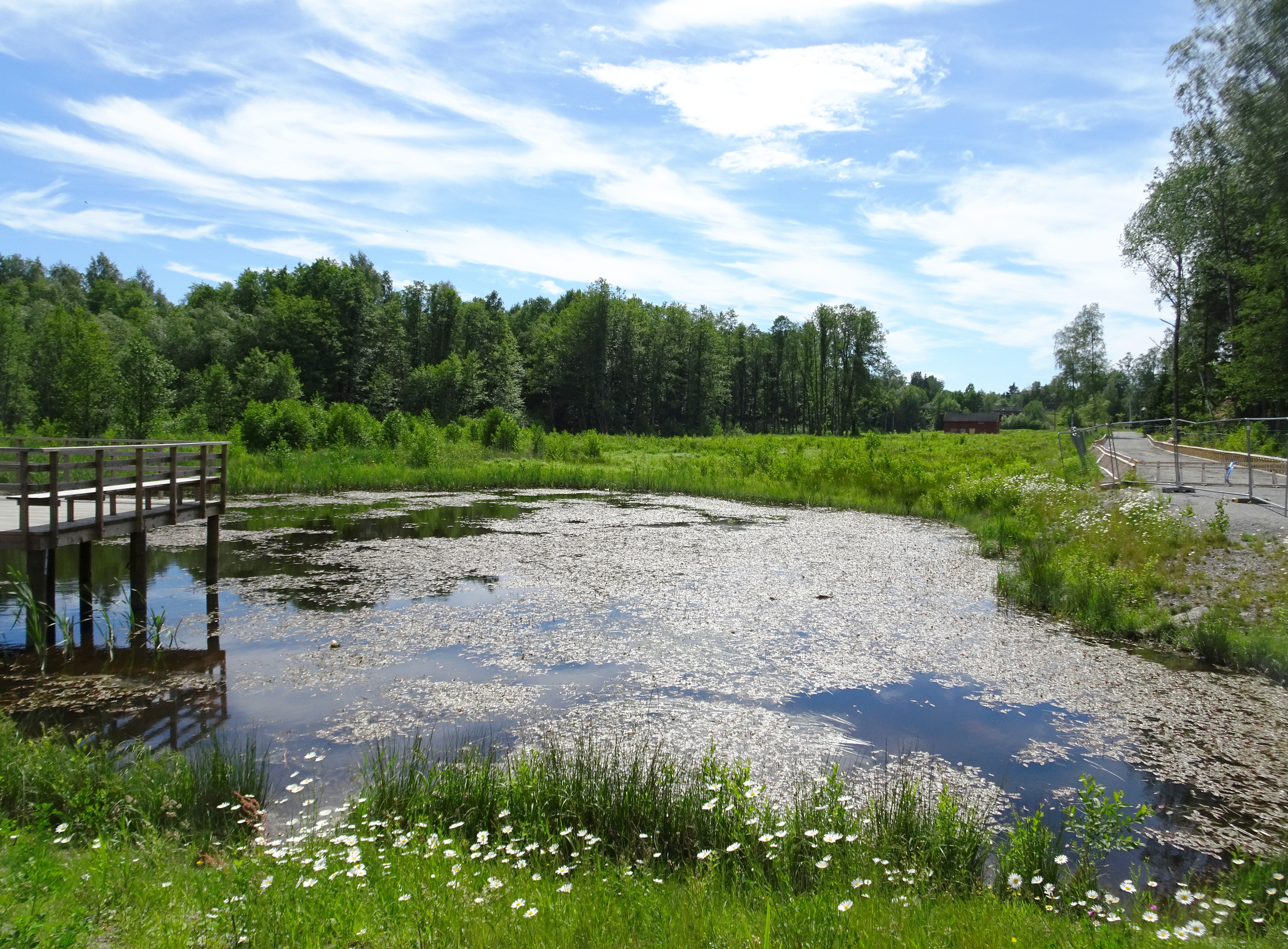
Dammträskets södra del, "övre dammen".
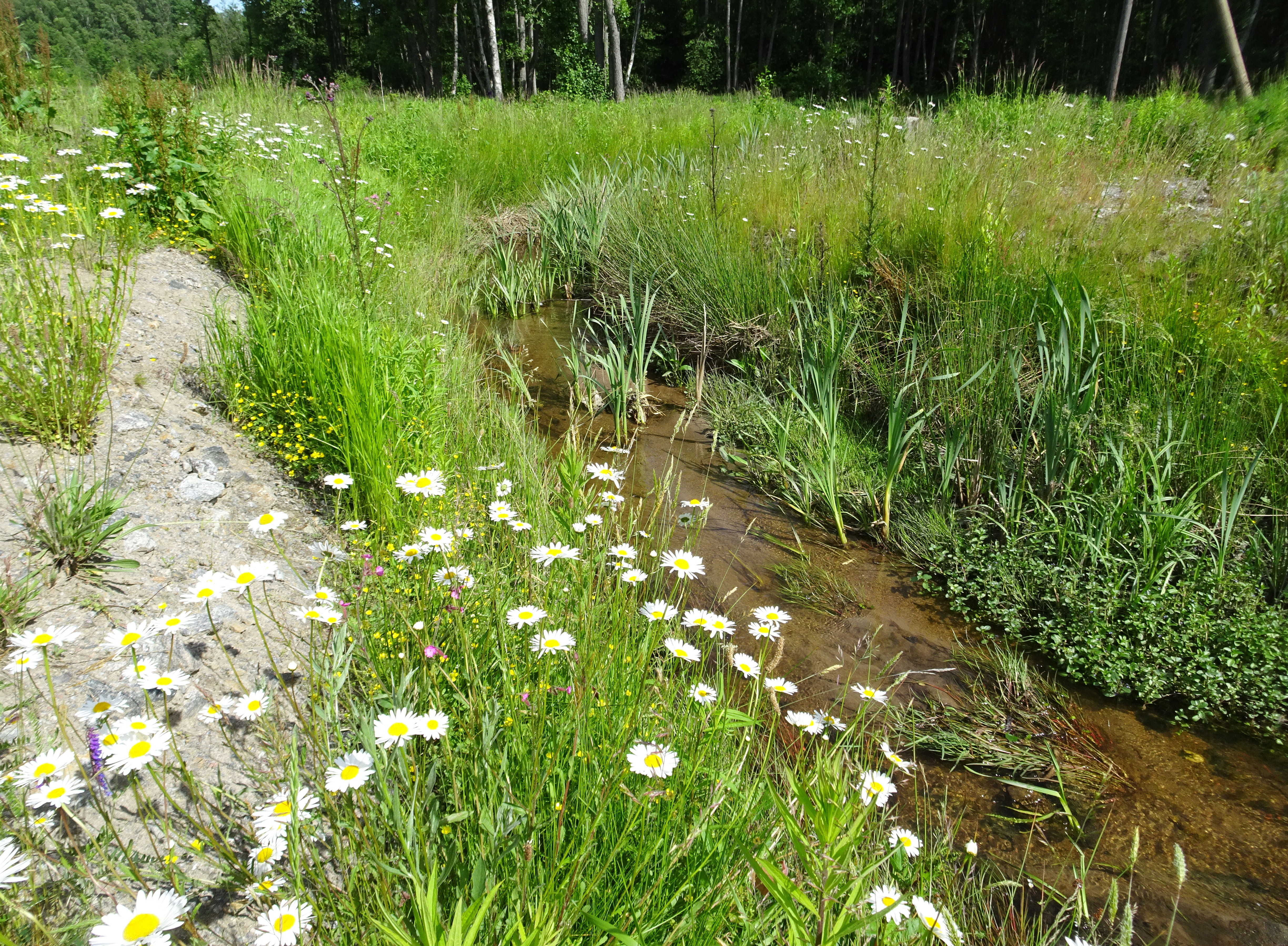
Bäcken mellan Dammträskets olika delar.
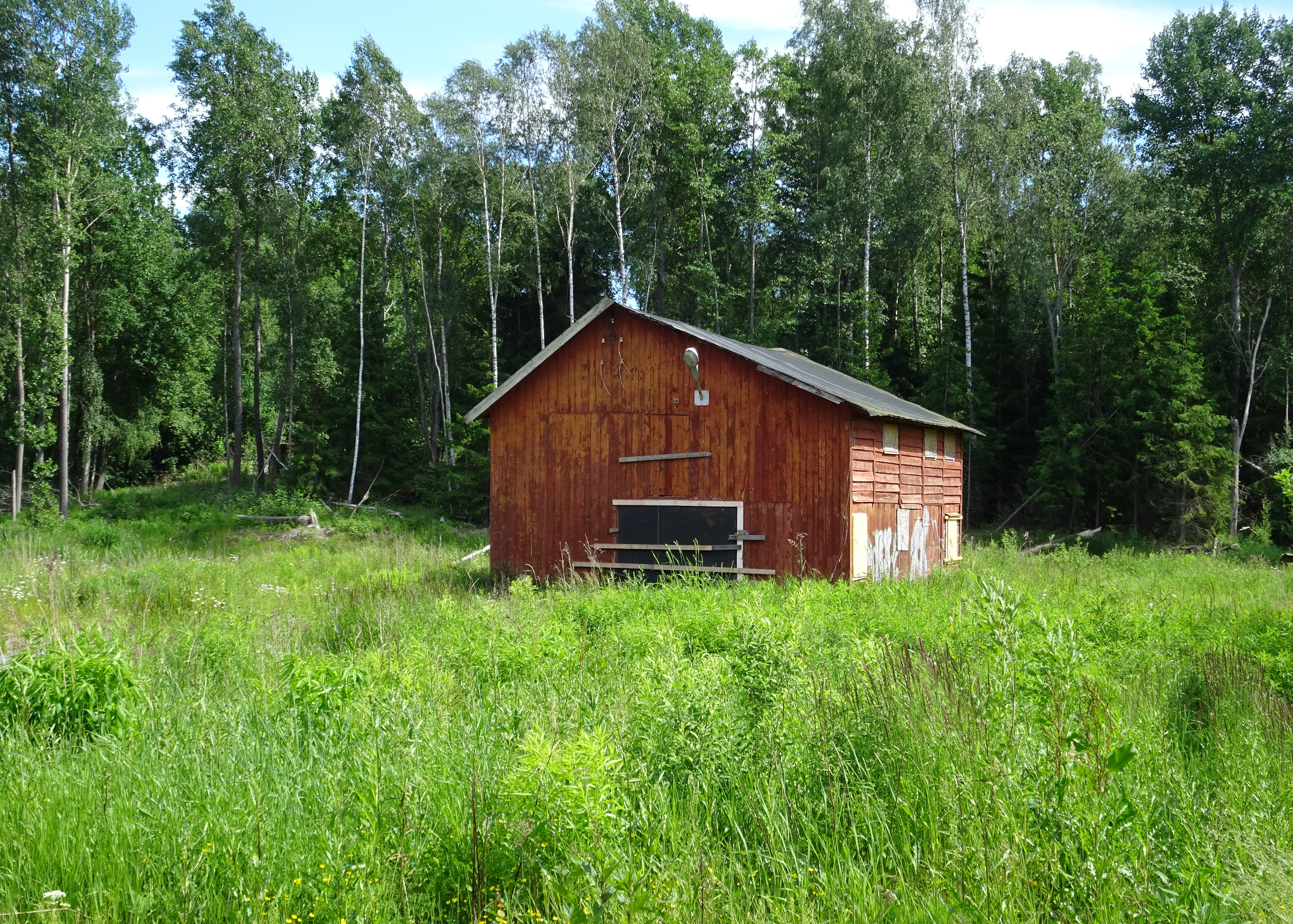
Dammträsket med Mellanbergs före detta tvättstuga / torklada.